# Druga Crnogorska Liga 2019/20
Die Druga Crnogorska Liga 2019/20 war die 14. Spielzeit der zweithöchsten montenegrinischen Fußballliga. Die Saison begann am 11. August 2019. Nach dem 11. März 2020 wurde sie wegen der COVID-19-Pandemie in Montenegro unterbrochen und am 3. Juni 2020 mit dem 24. Spieltag wieder aufgenommen. Am 4. Juli 2020 wurde die Saison vorzeitig für beendet erklärt.

## Modus
Die zehn Mannschaften traten an 36 Spieltagen jeweils viermal gegeneinander an, zweimal zu Hause und zweimal auswärts. Der Tabellenerste stieg direkt in die Prva Crnogorska Liga auf, während der Zweite und Dritte über die Relegation aufsteigen konnte. Die letzten zwei Teams stiegen in die Treća Crnogorska Liga ab.

## Vereine
| Verein                    | Stadt        | Stadion                 | Kapazität |
| ------------------------- | ------------ | ----------------------- | --------- |
| FK Lovćen Cetinje         | Cetinje      | Stadion Obilića Poljuna | 5.000     |
| FK Bokelj Kotor           | Kotor        | Pod Vrmcem              | 5.000     |
| FK Mornar Bar             | Bar          | Stadion Topolica        | 5.000     |
| FK Jedinstvo Bijelo Polje | Bijelo Polje | Gradski Stadion         | 4.000     |
| FK Jezero Plav            | Plav         | Gradski Stadion         | 5.000     |
| FK Drezga                 | Piperi       | Stadion Drezga          | 1.000     |
| FK Ibar Rožaje            | Rožaje       | Bandžovo Brdo           | 4.000     |
| FK Arsenal Tivat          | Tivat        | Stadion u Parku         | 4.000     |
| FK Dečić Tuzi             | Tuzi         | Stadion Tuško Polje     | 3.000     |
| FK Otrant-Olympic Ulcinj  | Ulcinj       | Velika plaža            | 1.500     |

## Abschlusstabelle
| Pl. | Verein                       | Sp. | S  | U  | N  | Tore    | Diff. | Punkte |
| --- | ---------------------------- | --- | -- | -- | -- | ------- | ----- | ------ |
| 1.  | FK Dečić Tuzi                | 30  | 17 | 10 | 3  | 061:330 | +28   | 61     |
| 2.  | FK Jezero Plav               | 30  | 15 | 6  | 9  | 038:280 | +10   | 51     |
| 3.  | FK Bokelj Kotor              | 30  | 14 | 7  | 9  | 045:280 | +17   | 49     |
| 4.  | FK Jedinstvo Bijelo Polje    | 30  | 12 | 8  | 10 | 040:320 | +8    | 44     |
| 5.  | FK Ibar Rožaje (N)           | 30  | 11 | 8  | 11 | 041:430 | −2    | 41     |
| 6.  | FK Arsenal Tivat             | 30  | 9  | 9  | 12 | 038:410 | −3    | 36     |
| 7.  | FK Mornar Bar (A)            | 30  | 8  | 11 | 11 | 036:440 | −8    | 35     |
| 8.  | FK Drezga (N)                | 30  | 8  | 9  | 13 | 031:470 | −16   | 33     |
| 9.  | FK Lovćen Cetinje (A)        | 30  | 6  | 11 | 13 | 031:430 | −12   | 29     |
| 10. | FK Otrant-Olympic Ulcinj (N) | 30  | 7  | 5  | 18 | 030:520 | −22   | 26     |

Platzierungskriterien: 1. Punkte – 2. Direkter Vergleich (Punkte, Tordifferenz, geschossene Tore) – 3. Tordifferenz – 4. geschossene Tore

| (A) | Absteiger aus der Prva Crnogorska Liga 2018/19   |
| (N) | Aufsteiger aus der Treća Crnogorska Liga 2018/19 |

## Relegation
Der Zweite der Druga Liga spielte gegen den Neunten der Prva Liga sowie der Achte der Prva Liga gegen den Dritten der Druga Liga.
| Datum                 |                  | Gesamt          |                 | Hinspiel | Rückspiel |
| --------------------- | ---------------- | --------------- | --------------- | -------- | --------- |
| 10. und 14. Juli 2020 | FK KOM Podgorica | 2:3             | FK Jezero Plav  | 1:0      | 1:3       |
| 10. und 14. Juli 2020 | OFK Titograd     | 1:1 (5:4 i. E.) | FK Bokelj Kotor | 0:1      | 1:0 n. V. |